# Georges Girou
Georges Girou, né le 15 septembre 1860 à Paris et mort le 15 avril 1916 dans la même ville, est un homme politique français. D'abord radical socialiste, il adhère par la suite au Boulangisme.

## Biographie
Né en 1860, Georges Girou est élevé dans une famille modeste. Après avoir exercé la profession d'employé comptable durant treize années, il commence, à 20 ans, à militer dans de nombreuses organisations républicaines Parisiennes comme le Comité électoral de Louis Blanc dans le 5e arrondissement, la Fédération des groupes radicaux anti-opportunistes, la Ligue pour la révision de la Constitution fondée par Laurent Pichat ou encore la Fédération des groupes républicains socialistes de la Seine. 
En 1889, il adhère au Boulangisme et participe aux élections mais n'arrive pas à se faire élire.
Il est conseiller municipal de Paris en 1890 et député de la Seine de 1898 à 1902, siégeant au groupe des indépendants. Il redevient conseiller municipal de Paris en 1903, et président du conseil municipal de Paris en 1911. Conseiller général de la Seine, il y est rapporteur général du budget.

## Ouvrages
- Enlèvement et traitement des ordures ménagères de Paris, 1909, texte en ligne disponible sur LillOnum.

## Sources
- « Georges Girou », dans le Dictionnaire des parlementaires français (1889-1940), sous la direction de Jean Jolly, PUF, 1960 [détail de l’édition]